# Kalliojärvi (sjö i Lappland, lat 66,75, long 25,88)
Kalliojärvi är en sjö i Finland. Den ligger i kommunen Rovaniemi i landskapet Lappland, i den norra delen av landet, 700 km norr om huvudstaden Helsingfors. Kalliojärvi ligger 164 meter över havet. Arean är 78,1 hektar och strandlinjen är 4,11 kilometer lång. Sjön  ingår i Kemi älvs huvudavrinningsområde. 